# Карл фон Мюлер
Карл Фридрих Макс фон Мюлер (на немски: Karl Friedrich Max von Müller) (16 юни 1873 г. – 11 март 1923 г.) – капитан на знаменития германски рейдер, бронепалубния крайцер „Емден“ по време на Първата световна война.

## Младежки години и ранна кариера
Карл фон Мюлер е роден в Хановер в семейство на полковник от пруската армия. След завършване на гимназия в Хановер и Кил той постъпва във военната академия в Плун, Шлезвиг-Холщайн, но през 1891 г. преминава в Германски императорски военноморски флот. Мюлер служи на учебния кораб „Щош“, след това на фрегатата „Гнайзенау“ участва в поход до Америка. През октомври 1894 г. като лейтенант вече е на длъжност свързочник на линкора „Баден“, а след това на еднотипния кораб „Саксония“.
Мюлер е повишен в звание до оберлейтенант цур зе и прехвърлен на канонерската лодка „Швалбе“. По време на службата си на „Швалбе“ в Германска Източна Африка той се заразява с малария, от която страда до края на живота си. След завръщането си в Германия през 1900 г. служи на брега, докато не става втори артилерийски офицер на линкора „Кайзер Вилхелм“. Назначаването в щаба на адмирал принц Хайнрих Пруски (1862 – 1929) е голям късмет за неговата кариера. През декември 1908 г., след като получава високи оценки от своя началник, Мюлер е повишен до корветен-капитан (капитан 3-ти ранг) и е назначен в Адмиралтейството в Берлин, където прави впечатление на гросадмирала Алфред фон Тирпиц.

## Командването
За награда през пролетта на 1913 г. Мюлер получава под свое командване крайцера „Емден“. Скоро получава известност в пресата на Германия и други държави за инициативата и умението, проявени при обстрела на метежните фортове на река Яндзъ в Нанкин. Награден е с Ордена на Короната (Прусия), 3-ти ранг, с мечове.
В началото на Първата световна война „Емден“ се намира на котва в немската база в Циндао. На 31 юли 1914 г. той излиза на поход. На 4 август „Емден“ пленява руския пощенски параход „Рязань“, първия военен приз на Императорския флот в тази война. След това „Емден“ се среща с Германската Източно-Азиатска крайцерска ескадра на адмирал граф Максимилиан фон Шпее на Марианските острови.
Именно Мюлер на съвещанието на остров Паган предлага да се отдели един от леките крайцери на ескадрата за провеждане на рейдове по търговските пътища на съюзниците в Индийския океан, а в това време останалите кораби на ескадрата на фон Шпее ще продължат пътя си през Тихия океан. Това назначение получават капитан фон Мюлер и „Емден“.
В следващите 12 седмици „Емден“ и Мюлер си създават репутация за храброст и рицарство, което не е достигнато от нито един германски кораб или капитан. Мюлер е безкрайно педантичен в избягването на щети върху неутралните съдове и жертви сред граждански лица. Независимо от пленените четиринайсет съда, единствените граждански жертви на „Емден“ са 5 моряка, загинали при бомбардировката на Мадрас (Индия), макар Мюлер да взема предпазни мерки линията на огъня да не пресича жилищните райони на града. По време на дръзкия рейд на Пенанг „Емден“ също така потопява руския крайцер „Жемчуг“ и френския миноносец „Мускет“. Тридесет и шест от оцелелите френски моряци на „Мускет“ са спасени от „Емден“ и когато трима от тях почиват от получените наранявания, те са погребани в морето с всички воински почести. Останалите французи са предадени на британския параход „Нюборн“, който, макар и спрян, но не атакуван от германския кораб ги превозва до Сабанг на Суматра в неутралната Холандска Индия.

## Поражение и плен
Когато на 8 ноември 1914 г. „Емден“ изпраща диверсантна група на брега, за да унищожи радиостанцията в Порт Рефюдж на Кокосовите острови, той най-накрая е поставен натясно от австралийския лек крайцер „Сидни“, който му нанася поражение в резултат на преимуществото си в далекобойност на стрелбата. Фон Мюлер и останалите членове на екипажа му са взети в плен и доведени в Малта. Отрядът на брега успява да се скрие и да стигне до Германия под ръководството на старшия помощник на „Емден“ Хелмут фон Мюке. На 8 октомври 1916 г., два дни след възобновяването от Германия на неограничената подводна война, фон Мюлер е отделен от останалите пленници от „Емден“ и изпратен в Англия, където е интерниран в лагер за пленени немски офицери в „Селскостопанския и млечен колеж на Мидлендс“ (сега кампус на „Сатън-Бонингтън Нотингамски университет“). През 1917 г. фон Мюлер оглавява неуспешен опит за бягство на 21 пленници през тунел. Английският климат задълбочава последиците от малария, затова фон Мюлер е изпратен за лечение в Нидерландия. Репатриран е в Германия през октомври 1918 г.

## Последни години
Независимо от възраженията от страна на главата на Германския Военноморски кабинет, фон Мюлер е награден с ордена „Pour le Mérite“ и произведен в ранг на Капитан 1-ви ранг. В началото на 1919 г. излиза в оставка по здравословни причини и се заселва в Бланкенбург. Отказва да напише книга за своята служба. Избран е в местния парламент на Брауншвайг от „Германска национална партия“ и защитава антикласови позиции. На 11 март 1923 г. почива внезапно в резултат на пристъпи на малария.

## Награди
- Орден на Короната (Прусия) 3-ти ранг с мечове (1913).
- Орден Pour le Mérite (1918).